# Akira Kushida
Akira Kushida (串田 アキラ, Kushida Akira), né le 17 octobre 1946 dans la préfecture de Kanagawa est un chanteur japonais spécialisé dans les productions de musiques d'anime et tokusatsu comme Taiyō Sentai Sun Vulcan, X-Or, X-Or 02, Capitaine Sheider, Juspion, Jiraiya, Jiban, Bakuryū Sentai Abaranger et Dragon Ball Super. Il est surnommé par ses fans Kusshii (クッシー). Akira est son vrai nom, mais est écrit réellement avec le kanji 晃.

## Liste des chansons pour le cinéma
1979 :
- Mad Max : Rollin' into the Night. 45 tours chanté entièrement en anglais, ajouté à la version japonaise du film Mad Max (1979), en guise de générique de fin. La pochette du disque reprend l'affiche du film[1].

## Liste des chansons pour animé
1982:
- Sentou Mecha Xabungle
  - Shippuu Zabunguru (疾風ザブングル) (Générique de début)
  - Kawaita Daichi (乾いた大地) (Générique de fin)

1983:
- Kinnikuman
  - Kinnikuman Go Fight! (キン肉マンGo Fight!) (1er générique de début)
  - Niku 2x9 Rock 'n' Roll (肉・2×9・Rock'n Roll) (avec Akira Kamiya et Tetsuo Mizutori) (1er générique de fin)
  - Honoo no Kinnikuman (炎のキン肉マン) (avec Koorogi '73 et SHINES) (2e générique de début, 1984)
  - Kinnikuman Sensation (キン肉マン旋風（センセーション）) (3e générique de début, 1986)

2003:
- Shinkon Gattai Godannar!!
  - Shinkon Gattai Godannar!! (神魂合体ゴーダンナー!!) (Générique de début et fin pour le dernier épisode)

2004:
- Shinkon Gattai Godannar!!-SECOND SEASON-
  - Waga Na wa Godannar (我が名はゴーダンナー) (Générique de fin)

2011:
- Toriko
  - Guts Guts!! (Générique de début)

2013:
- Toriko
  - Go Shock My Way!! (Générique de début)

2017:
- Dragon Ball Super
  - Ultimate Battle

## Liste des chansons pour jeu vidéo
2000:
- Super Robot Wars Alpha
  - (Titre inconnu) (avec Ichirō Mizuki) (Générique de début)
  - TIME DIVER

2001 :
- Super Tokusatsu Taisen 2001
  - Kimi ha Senkou ☆ THUNDERBOLT (君は閃光☆THUNDERBOLT) (Générique de début)

## Liste des chansons pour tokusatsu
1981 :
- Taiyō Sentai Sun Vulcan
  - Taiyō Sentai Sun Vulcan (太陽戦隊サンバルカン) (Générique de début)
  - Tatakai no Theme (たたかいのテーマ)
  - Fight! Sun Vulcan Robo (ファイト!サンバルカンロボ)
  - Yume no Tsubasa wo (夢の翼を)
  - Bokura no Sun Vulcan (ぼくらのサンバルカン)
  - Tatakau Nakama Sun Vulcan (戦う仲間サンバルカン)
  - Wakasa wa Plasma (若さはプラズマ) (1er générique de fin)
  - Ichi Tasu Ni Tasu Sun Vulcan (1たす2たすサンバルカン) (2e générique de fin)

1982 :
- Uchuu Keiji Gavan (X-Or)
  - Uchuu Keiji Gavan (宇宙刑事ギャバン) (Générique de début)
  - Hashire! Gavan (走れ!ギャバン)
  - Chase! Gavan (チェイス!ギャバン)
  - Denkousekka Gavan -Disco Gavan- (電光石火ギャバン -Disco Gavan-)
  - Jouchaku Seyo! (蒸着せよ!ギャバン)
  - Super Hero Bokura no Gavan (スーパーヒーローぼくらのギャバン)
  - Hoshizora no Message (星空のメッセージ) (Générique de fin)

1983:
- Uchuu Keiji Sharivan
  - Uchuu Keiji Sharivan (宇宙刑事シャリバン) (Générique de début)
  - Spark! Sharivan (スパーク!シャリバン)
  - Yeh! Sharivan (Yeh!シャリバン)
  - SON OF SUN ~Taiyou no Musuko~ (SON OF SUN ~太陽の息子~)
  - Chou Jigen Sentou Bokan Grand Berth (超次元戦斗母艦グランドバース)
  - Tsuyosa wa Ai da (強さは愛だ) (Générique de fin)

1984:
- Uchuu Keiji Shaider
  - Uchuu Keiji Shaider (宇宙刑事シャイダー) (Générique de début)
  - Seigi no Hunter (正義のハンター)
  - Shouketsu Seyo! Shaider (焼結せよ!シャイダー)
  - Aoi Inazuma (青いイナズマ)
  - Babilos-Gou no Uta (バビロス号の歌)
  - Hello! Shaider (ハロー!シャイダー) (Générique de fin)
- Kamen Rider ZX - Juugou Tanjou! Kamen Rider Zeninshuugou!! (Birth of the 10th! Kamen Riders All Together!!)
  - Dragon Road (ドラゴン・ロード) (Générique de début)
  - FORGET MEMORIE'S (Générique de fin)

1985:
- Kyojuu Tokusou Juspion
  - Powerful Fighter Juspion (パワフルファイター・ジャスピオン)
  - Chou Wakusei Sentou Bokan Daileon (超惑星戦斗母艦ダイレオン)
  - Ginga no Tarzan (銀河のターザン)
  - Mabushii Aitsu (まぶしいあいつ)

1987:
- Gakusen Tokusou Hikaruon
  - Sakara! Gakusen Tokusou Hikaruon (裂空！学園特捜ヒカルオン) (Générique de début)

1988:
- Sekai Ninja Sen Jiraiya
  - Jiraiya (ジライヤ) (Générique de début)
  - Jiraiya Sanjou! (磁雷矢参上!)
  - Hikaru Kaze (光る風)
  - Yami no Karyuudo ~Youma no Theme (闇の狩人~妖魔のテーマ)
  - Unare Jikou Shinkuu Ken (うなれ磁光真空剣)
  - Sora Kara Hibiku Koe (空からひびく声)
  - Soko ni Paradaisu (そこにパラダイス)
  - SHI-NO-BI '88 (Générique de fin)

1989:
- Kidou Keiji Jiban
  - Kidou Keiji Jiban (機動刑事ジバン) (Générique de début)
  - Hoero Jiban! (吠えろジバン!)
  - Perfect Jiban (パーフェクトジバン)
  - Goyo da! (GOYOだ!)
  - Jiban San Dai Meka no Uta (ジバン3大メカの歌)
  - Bioron Gundan Arawaru! (バイオロン軍団現わる!)
  - Ashita Yohou wa Itsumo Hare (未来予報はいつも晴れ) (Générique de fin)

1997:
- B-Robo Kabutack
  - Sabaki no Ikazuchi ~Captain Tonborg no Tēma~ (さばきの雷~キャプテントンボーグのテーマ~)
  - Super Dream 13

2001:
- Hyakujuu Sentai Gaoranger
  - A lone wolf ~Gin no Senshi~ (A lone wolf~銀の戦士~)

2002:
- Ninpuu Sentai Hurricaneger
  - Wind & Thunder

2003:
- Bakuryū Sentai Abaranger
  - ABARE-SPIRIT FOREVER
  - Kibun wa MAX! (気分はMAX!)
  - We are the One ~Bokura wa Hitotsu~ (We are the One~僕らはひとつ~) (Générique de fin)

2004:
- Jushi Sentai France Five
  - Jushi Sentai France Five (銃士戦隊フランスファイブ) (Générique de début)

2005:
- Mahou Sentai Magiranger
  - Song For Magitopia (avec Ichirō Mizuki et Hironobu Kageyama)
- Speed Phantom
  - Go! Go! Speed Phantom (GO!GO!スピードファントム) (Générique de début)

2006:
- GoGo Sentai Boukenger
  - FLY OUT! ULTIMATE DAIBOUKEN
  - Densetsu (伝説) (avec Takayuki Miyauchi et MoJo) (Générique de fin pour Boukenger VS Super Sentai)
- Lion-Maru G
  - Kaze yo Hikari yo (風よ光よ) (Générique de début)
  - Lion-Maru no Ballade Rock (ライオン丸のバラードロック)

2007:
- Juken Sentai Gekiranger
  - Osu! GekiChopper! (押忍!ゲキチョッパー!)

2008:
- Engine Sentai Go-onger
  - G12! Checker Flag (G12!チェッカーフラッグ)

2009:
- Samurai Sentai Shinkenger
  - Samurai Gattai! Shinken-Oh (侍合体!シンケンオー)

2017 :
- Dragon Ball Super
  - Ultimate Battle ( 究極の聖戦) (Thème utilisé lorsque Goku passe en Ultra Instinct )